# 39e armée (Union soviétique)
Pour les articles homonymes, voir 39e armée.
La 39e armée est une unité de l'Armée rouge durant la Grande Guerre patriotique puis la Guerre froide.

## Historique des opérations
La 39e armée est créée en novembre 1941 dans la région de Arkhangelsk. Le 1er décembre[réf. souhaitée], elle est intégrée au front de Kalinine. À partir du 22 décembre[réf. souhaitée] elle participe à la bataille de Moscou.
De janvier à mars 1942, l'armée est engagée dans la bataille de Rjev[réf. souhaitée]. Partiellement puis complètement encerclée, la 39e armée s'effondre finalement et est dissoute en juillet.
Elle est recréée le 7 août 1942 par transformation de la 58e armée, toujours au sein du front de Kalinine,. D'août 1942 à mars 1943, elle participe aux combats de Rjev, puis à l'offensive de Rjev-Viazma (en) et à l'offensive de Smolensk.
L'armée est ensuite successivement rattachée aux fronts de la Baltique, de l'Ouest et 3e de Biélorussie. Elle participe à l'opération Bagration en Biélorussie, à la bataille de Memel et à l'offensive de Prusse-Orientale.
En juin 1945, la 39e armée rejoint la république populaire mongole et est rattachée au front de Transbaïkalie. Elle participe à l'offensive de Mandchourie en août. Après-guerre, sous le nom de 39e armée combinée (russe : 39-я общевойсковая армия), l'armée fait partie du district militaire du Primorié (uk) puis du district militaire d'Extrême-Orient et est installée dans la péninsule du Liaodong. Elle est dissoute le 7 septembre 1955.
La 39e armée combinée est recréée en Mongolie le 29 avril 1970 à partir du 57e corps d'armée. Elle est dissoute le 25 septembre 1992.

## Liste des commandants
- major-général Ivan Bogdanov (novembre 1941 – décembre 1941)
- lieutenant-général Ivan Maslennikov (décembre 1941 – juillet 1942)
- lieutenant-général Ivan Alexandrovitch Bogdanov (22 juillet 1942 – 24 juillet 1942)
- lieutenant-général Alekseï Zyguine (août 1942 – septembre 1943)
- lieutenant-général Nikolaï Berzarine (août 1943 – mai 1944)
- colonel-général Ivan Lioudnikov (mai 1944 – juin 1947)

- lieutenant-général Fedot Krivda (pl) (12 mai 1970 - 18 avril 1974)[5]
- lieutenant-général puis major-général Gueorgui Petrovski (ru) (19 avril 1974 - 26 décembre 1977)[5]
- lieutenant-général Matveï Bourlakov (en) (septembre 1979 - juin 1983)[5]
- lieutenant-général puis major-général Youri Momotov (juin 1983 - 4 novembre 1985)[5]
- lieutenant-général Vladimir Chevtsov (5 novembre 1985 - février 1988)[5]
- lieutenant-général puis major-général Leonid Mayorov (ru) (décembre 1989 - septembre 1992)[5]

## Composition
Au début des années 1950 :
- 5e corps de fusiliers de la Garde :
  - 17e division de fusiliers de la Garde (en)
  - 7e division mécanisée
- 19e division de fusiliers de la Garde (en)
- 25e division de mitrailleuses et d'artillerie de la Garde

Dans les années 1980 :
- État-major à Oulan-Bator
- 2e division de chars de la Garde à Choïbalsan
- 51e division de chars à Boulgane
- 12e division de fusiliers motorisés (en) à Boganour
- 41e division de fusiliers motorisés à Tchoïr
- 91e division de fusiliers motorisés (ru) à Chevi-Gobi (en)